# René Schmitt
Pour les articles homonymes, voir Schmitt.
René Jean Schmitt est un homme politique français, né le 17 mars 1907 à Cormeilles (Eure) et mort le 14 mars 1968 à Équeurdreville-Hainneville (Manche).

## Biographie
René Schmitt naît dans une famille d'instituteurs alsaciens, immigrés en 1870 après la défaite de Sedan et le rattachement de l'Alsace et de la Lorraine à la Prusse. Élève au collège de Bernay, il entre au lycée Louis-le-Grand en 1925, où il milite dans le groupe socialiste des écoles normales et au sein des Jeunesses socialistes. Champion inter-écoles d'athlétisme, il est licencié ès lettres, et titulaire d'un diplôme d'études supérieures d'allemand à la Sorbonne.
En 1932, il est affecté comme professeur d'allemand au lycée Victor-Grignard de Cherbourg, et épouse l'année suivante Lucile Costils, elle-même enseignante originaire de l'Eure. Il intègre aussitôt la section cherbourgeoise de la SFIO, où il s'oppose au courant du néo-socialisme. Prônant l'exclusion des députés « participationnistes », il devient secrétaire de la section locale et fonde le journal de la fédération départementale L'Avenir de la Manche, qu'il dirige par la suite. À cette même époque, il est initié à la loge maçonnique « L'Humanité », de Lisieux, le 14 janvier 1934. Il est élu conseiller d'arrondissement en octobre 1937.
Mobilisé le 4 septembre 1939 dans le 43e régiment d'artillerie, il est fait prisonnier à Toul le 23 juin 1940 et envoyé en Allemagne. Rapatrié le 17 août 1941, il réintègre le lycée Grignard tout en s'engageant dans la Résistance, créant en juillet 1942 avec Joseph Bocher, la section départementale du réseau Libé-Nord. Responsable départemental, sous le pseudonyme de Jean Lavenir, la Gestapo l'arrête le 5 juillet 1943 à Saint-Christophe-du-Foc, et l'enferme six mois à Fresnes. À sa sortie le 25 janvier 1944, faute de preuves, malgré de multiples interrogatoires, il retourne un temps à Bernay.
À la Libération, il intègre Comité départemental de libération et préside la Fédération nationale des déportés et internés résistants et patriotes (FNDIRP) jusqu'au départ des communistes. Leader socialiste dans la Manche et influent en Normandie, il prend la tête de la fédération départementale socialiste entre septembre 1944 à 1946, puis de 1950 à 1967, et s'occupe du journal socialiste local, L'Éveil de la Manche.
Le préfet gaulliste Édouard Lebas démet la municipalité Renault, et nomme le 1er octobre 1944, E Le Cannu président. Celui-ci refusant le poste, René Schmitt, nommé vice-président, prend la tête de la commune. Dans cette ville sinistrée, au cœur du combat entre les troupes américaines et les soldats allemands, il œuvre au déblaiement des ruines, au ravitaillement de la population et à la reconstruction de la cité.
Il est confirmé dans ses fonctions de maire en avril 1945, sur une liste d'« unité et d'action communale », alliant socialistes et gaullistes, et est envoyé à la première assemblée constituante le 21 octobre 1945 par 37 018 voix sur 188 041 suffrages exprimés, et à la seconde le 2 juin 1946, avec 39 786 voix sur 203 652 votants. Membre de la commission des moyens de communication et des PTT et de la commission de la reconstruction et des dommages de guerre sous ces deux législatures, il vote en faveur des nationalisations et du premier projet constitutionnel.
Réélu le 10 novembre 1946, avec 46 782 suffrages sur 196 469 votants, il intègre les commissions de la marine marchande et des pêches, et celle de la reconstruction et des dommages de guerre, et plus tard celles des moyens de communication le 11 février 1947, et de la réforme administrative en août suivant. Il est élu vice-président du groupe parlementaire socialiste de 1950 à 1956. Farouche défenseur de la laïcité face au MRP, il s'oppose également aux communistes, refusant, contre de son groupe, de prendre part à l'élection à la présidence du conseil de Maurice Thorez en décembre 1946. Dans sa profession de foi de 1951, il écrit du Parti communiste : « c'est la dictature et l'asservissement, c'est le régime policier qui n'a rien à envier à ceux de Hitler et de Mussolini de sinistre mémoire, c'est, à l'heure actuelle, le régime des camps de concentration où meurent lentement quinze millions d'hommes et de femmes ! »
Ancien rapporteur de la loi du 28 octobre 1946 sur les dommages de guerre, où il a préconisé la solidarité nationale et la remise en vigueur de la loi du 17 avril 1919 sur les réparations intégrales des dommages de guerre, il est appelé par Léon Blum dans son troisième gouvernement, comme sous-secrétaire d'État à la reconstruction, entre le 16 décembre 1946 et le 22 janvier 1947.
Homme fort de l'agglomération cherbourgeoise, il perd sa mairie au profit du gaulliste Edmond Soufflet en octobre 1947. Il n'abandonne pas pour autant l'action locale, en tant que conseiller municipal d'opposition, mais aussi en fondant en 1952, la société anonyme « Les Cités cherbourgeoises », qui bâtit sur l'agglomération en quinze ans 2 300 logements et des équipements sociaux, dont, à Cherbourg, la cité Charcot-Spanel en 1957, et ce qui deviendra les cités René-Schmitt.
Il poursuit son travail de parlementaire et préside la commission de la reconstruction à partir du 30 janvier 1948. En 1951, il obtient l'alignement des salaires des ouvriers des arsenaux sur ceux des ouvriers métallurgistes de la région parisienne. Il est par ailleurs désigné par ses pairs juré à la Haute Cour de justice le 3 décembre 1947, administrateur de la caisse autonome de la Reconstruction le 19 mai 1948, et membre de la commission supérieure du Crédit maritime mutuel, le 13 mars 1951. Reconduit député le 17 juin 1951 sur une liste d'union SFIO-PRRRS, avec 43 464 voix, sur 199 487 exprimés, il prend la présidence de la commission de la marine et des pêches le 19 juillet 1951, et continue de siéger à la commission de la reconstruction et des dommages de guerre, et à celle des immunités parlementaires à partir du 20 janvier 1953.
Tête de liste aux municipales de 1953, il parvient à faire gagner plusieurs sièges à l'opposition. Le blocage du budget de 1954 et le décès d'un des adjoints au maire entraînent la démission prématurée de la municipalité René Rosette (RPF-MRP) en janvier 1954. Il remporte les élections partielles de mars 1954, porté par douze socialistes, deux progressistes et trois communistes, contre quatorze indépendants et MRP.
Malgré ce retour aux affaires municipales, il perd peu à peu de son influence, trop à gauche dans un département de centre-droit, et perd aux législatives du 2 janvier 1956, malgré une large majorité (48 334 voix sur 206 624 exprimés), mais à cause de l'application de la loi des apparentements. Ne parvenant pas à faire invalider l'élection de ses concurrents Jean Brard et Maxime Fauchon, faute d'assiduité de la part des députés SFIO, et n'ayant pas de poste d'enseignant à pourvoir Cherbourg, il est désigné le 31 octobre 1956 par l'Assemblée nationale, sur proposition de son parti, conseiller de l'Union française, en remplacement de Jean Wagner, lui permettant ainsi de conserver la mairie de Cherbourg. Il est élu en avril 1958 au conseil général de la Manche.
Partisan de la constitution de 1958 dans laquelle selon lui « les principes démocratiques sont saufs », il retrouve son siège de député de la Manche le 30 novembre 1958, mais est battu par Jacques Hébert successivement aux municipales de mars 1959, et aux législatives de 1962, et quitte le conseil général en mars 1964.
Parlementaire énergique, proche de Guy Mollet, il défend des positions pro-européennes et atlantistes, mais rejette la participation des socialistes au gouvernement Pierre Mendès France, ne pouvant prétendre selon lui à une politique sociale forte. Membre du comité directeur (1958) puis secrétaire général adjoint (1965) de la SFIO, conseiller technique du groupe parlementaire socialiste après sa défaite aux législatives, il participe à la création de la Fédération de la gauche démocrate et socialiste, dont il devient secrétaire fédéral de la Manche, délégué régional pour la Basse-Normandie, et secrétaire général de mai 1966 jusqu'à sa mort, et est l'un des sept vice-présidents de l'association de soutien à la candidature de François Mitterrand pour la présidentielle de 1965.

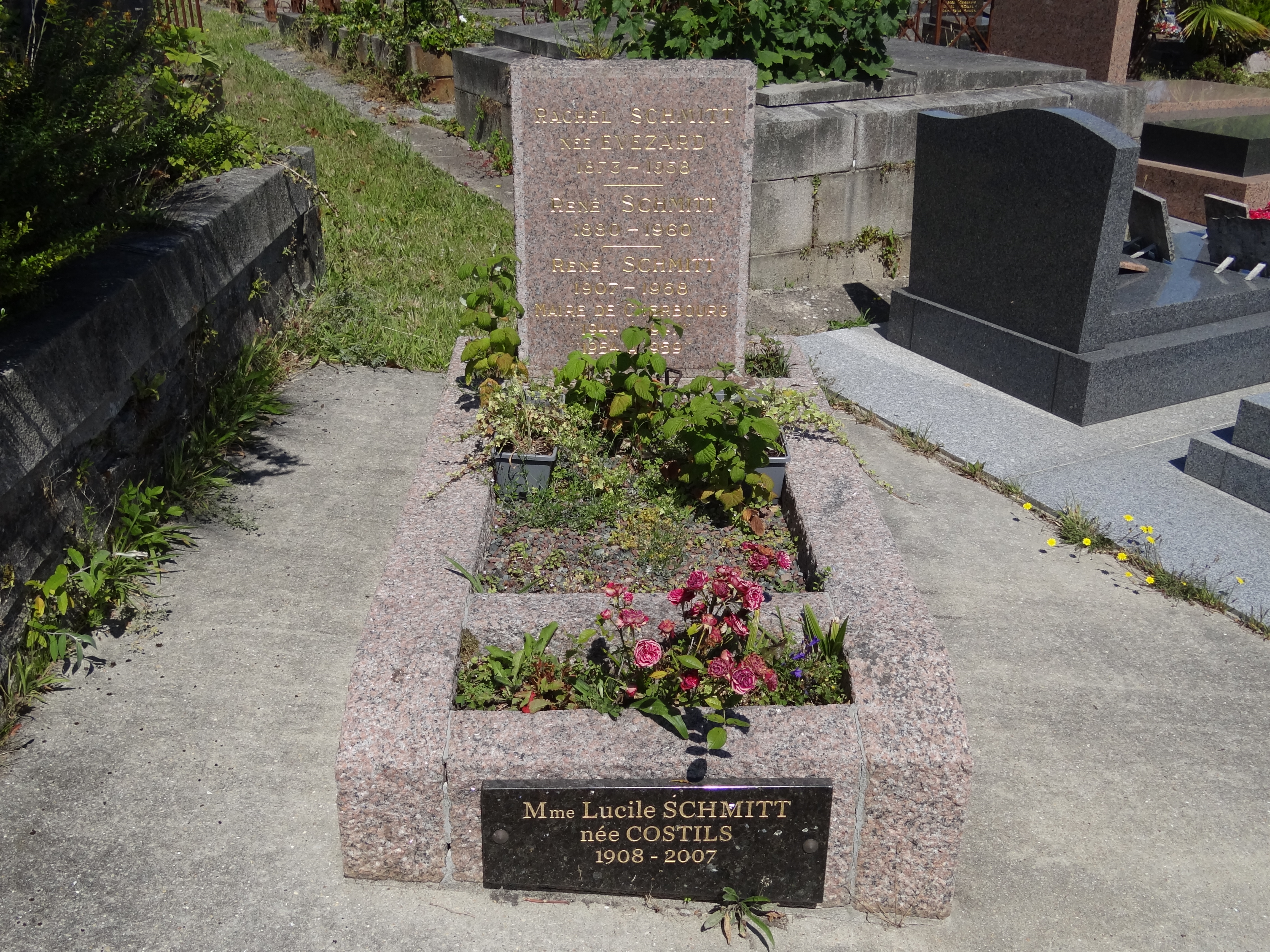
La tombe de René Schmitt au cimetière des Aiguillons à Cherbourg-Octeville (Manche).

Atteint de pleurésie depuis son incarcération, il meurt affaibli par une opération le 14 mars 1968. Il est inhumé au cimetière des Aiguillons de Cherbourg-Octeville. Son épouse Lucile Schmitt née Costils meurt presque centenaire en 2007.

## Mandats
- Maire de Cherbourg de 1944 à 1947 et de 1954 à 1959.
- Député socialiste de la Manche de 1945 à 1955 et de 1958 à 1962.
- Conseiller général du canton de Cherbourg de 1958 à 1964.

## Distinctions
- Officier de la Légion d'honneur
- Médaille de la Résistance française
- Croix de guerre 1939-1945 avec deux citations
- Médaille militaire